# پاتک
پاتک کنشی آفندی است که با همه یا بخشی از نیروی‌های پدافند کننده علیه نیروی مهاجم و برای بازسازی لَجمن (لبه جلویی منطقه نبرد) در پدافند منطقه‌ای یا به دام انداختن و نابودی نیروهای دشمن در محل مناسب در پدافند متحرک انجام می‌گیرد.